# Dexter Fletcher

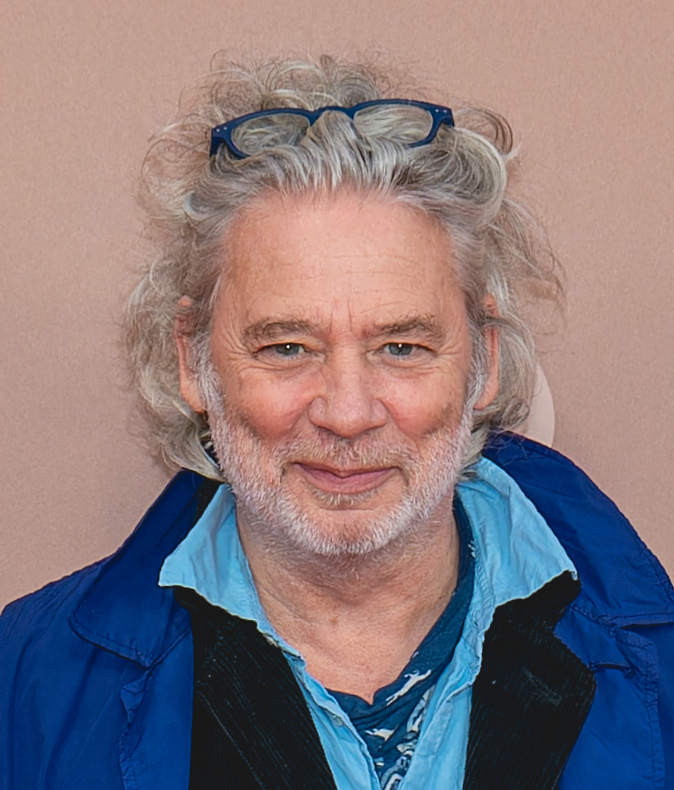
Dexter Fletcher (2024)

Dexter Fletcher (* 31. Januar 1966 in London, England) ist ein britischer Schauspieler und Regisseur.

## Leben und Karriere
Fletcher hatte 1976 im Alter von zehn Jahren seinen ersten Filmauftritt in der Komödie Bugsy Malone. In den 1980ern spielte er in zahlreichen Filmen mit, unter anderem in den Filmen Die Bounty (1984) und Revolution (1985). Andere Hauptrollen spielte Fletcher etwa in der Komödie Er? Will! Sie Nicht? von Damian Harris aus dem Jahr 1989 und 1998 in Guy Ritchies Gangsterkomödie Bube, Dame, König, grAS. In der britischen Erfolgsserie Hotel Babylon verkörpert Fletcher den Chef-Concierge Tony Casemore. Die Serie wurde in Großbritannien 2006 erstausgestrahlt und lief in Deutschland von 2008 bis 2010 auf dem Pay-TV-Sender FOX Channel und 2010 auf Comedy Central.
2011 folgte mit dem Film Wild Bill Fletchers Regiedebüt, das von der Kritik positiv aufgenommen wurde. Seine zweite Regiearbeit, der Musikfilm Sunshine on Leith, folgte 2013. Im Jahr 2016 inszenierte er den Sportfilm Eddie the Eagle – Alles ist möglich. Ende 2017 übernahm er spontan von dem zuvor gefeuerten Bryan Singer die Regie der Freddie-Mercury-Filmbiografie Bohemian Rhapsody, die weltweit erfolgreich war und mehrere Oscars und Golden Globe Awards gewann. Fletcher war bereits zuvor in dem Projekt involviert gewesen, allerdings dann wieder während der langen Vorproduktionsphase ausgeschieden. Für seine Regietätigkeit bei Bohemian Rhapsody blieb er im Abspann unerwähnt und Singer erhielt den alleinigen Credit. 2019 inszenierte er mit Rocketman über Elton John eine weitere erfolgreiche Filmbiografie eines Musikers. Es folgten 2022 zwei Folgen der Serie The Offer und 2023 der Actionfilm Ghosted.
Fletcher ist auch als Sprecher aktiv; so nahm er etwa das Hörbuch zum Bestseller The Game (dt. Die perfekte Masche) von Neil Strauss auf.

## Familie
Fletcher ist seit 1997 mit der litauischen Theater-Regisseurin Dalia Ibelhauptaitė (* 1967) verheiratet.

## Filmografie (Auswahl)

### Als Schauspieler
- 1976: Bugsy Malone
- 1980: Rififi am Karfreitag (The Long Good Friday)
- 1980: Der Elefantenmensch (The Elephant Man)
- 1984: Die Bounty (The Bounty)
- 1985: Revolution
- 1986: Caravaggio
- 1986: Gothic
- 1987: Richard Löwenherz und die Kinder Gottes (Lionheart)
- 1988: Raggedy – Eine Geschichte von Liebe, Flucht und Tod (The Raggedy Rawney)
- 1989: Er? Will! Sie Nicht? (The Rachel Papers)
- 1989–1993: Press Gang (Fernsehserie, 43 Folgen)
- 1997: Die Bibel – Salomon (Solomon, Fernsehfilm)
- 1997: Agent Null Null Nix (The Man Who Knew Too Little)
- 1998: Bube, Dame, König, grAS (Lock, Stock and Two Smoking Barrels)
- 1999: Topsy-Turvy – Auf den Kopf gestellt (Topsy-Turvy)
- 2001: Band of Brothers – Wir waren wie Brüder (Band of Brothers, Fernsehminiserie)
- 2004: Layer Cake
- 2005: Doom – Der Film (Doom)
- 2006–2009: Hotel Babylon (Fernsehserie)
- 2007: Der Sternwanderer (Stardust)
- 2008: New Tricks – Die Krimispezialisten (New Tricks, Fernsehserie, Folge 5x02)
- 2009: Autumn of the Living Dead (Autumn)
- 2010: Kick-Ass
- 2011: Die drei Musketiere (The Three Musketeers)
- 2012: Footsoldiers of Berlin – Ihr Wort ist Gesetz (St George’s Day)
- 2013: Death in Paradise (Fernsehserie, Folge 2x05)
- 2013: Make My Heart Fly – Verliebt in Edinburgh (Sunshine on Leith)
- 2015: The Coven
- 2015: Age of Kill
- 2015: The Interceptor (Fernsehserie, Folge 1x05)
- 2016: Smoking Guns
- 2017: Eat Locals
- 2017: Double Date
- 2017: 60 Seconds to Die
- 2018: Sherlock Gnomes (Stimme)
- 2018: Terminal – Rache war nie schöner (Terminal)
- 2023: Ghosted
- 2023: Die statistische Wahrscheinlichkeit von Liebe auf den ersten Blick (Love at First Sight)

### Als Regisseur
- 2011: Wild Bill
- 2013: Make My Heart Fly – Verliebt in Edinburgh (Sunshine on Leith)
- 2016: Eddie the Eagle – Alles ist möglich (Eddie the Eagle)
- 2018: Bohemian Rhapsody
- 2019: Rocketman
- 2022: The Offer (Fernsehserie, 2 Folgen)
- 2023: Ghosted